# Didrik
Didrik är ett mansnamn, en lågtysk form av fornhögtyskans Theodarich, som betyder "folk" och "härskare". Den moderna tyska formen är Dietrich, med kortformen Dirk, och den engelska är Derek. Det äldsta belägg för namnet i Sverige är 1270. Troligen spreds namnet genom sagan om Didrik av Bern, en saga som i tur var inspirerad av goternas största kung, Theoderik den store. 
Namnsdag: saknas (1986-1992: 3 februari)

## Personer med namnet Didrik
- Didrik Bildt (1756–1848), militär
- Didrik Bildt (1879–1933), löjtnant
- Didrik Gabriel Björn (1757-1810), skådespelare och dramatiker
- Didrik Slagheck (död 1522), dansk ärkebiskop
- Didrik Solli-Tangen, norsk sångare